# U Leonis Minoris
U Leonis Minoris är en halvregelbunden variabel (SRA) i stjärnbilden Lilla lejonet. 
Stjärnan varierar mellan visuell magnitud +10 och 13,3 med en period av 272,2 dygn.